# Royal Southern Yacht Club

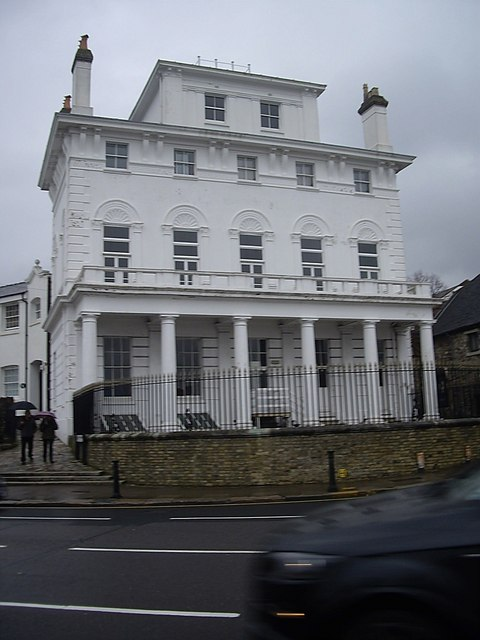
Das originale Clubhaus des Royal Southern Yacht Club

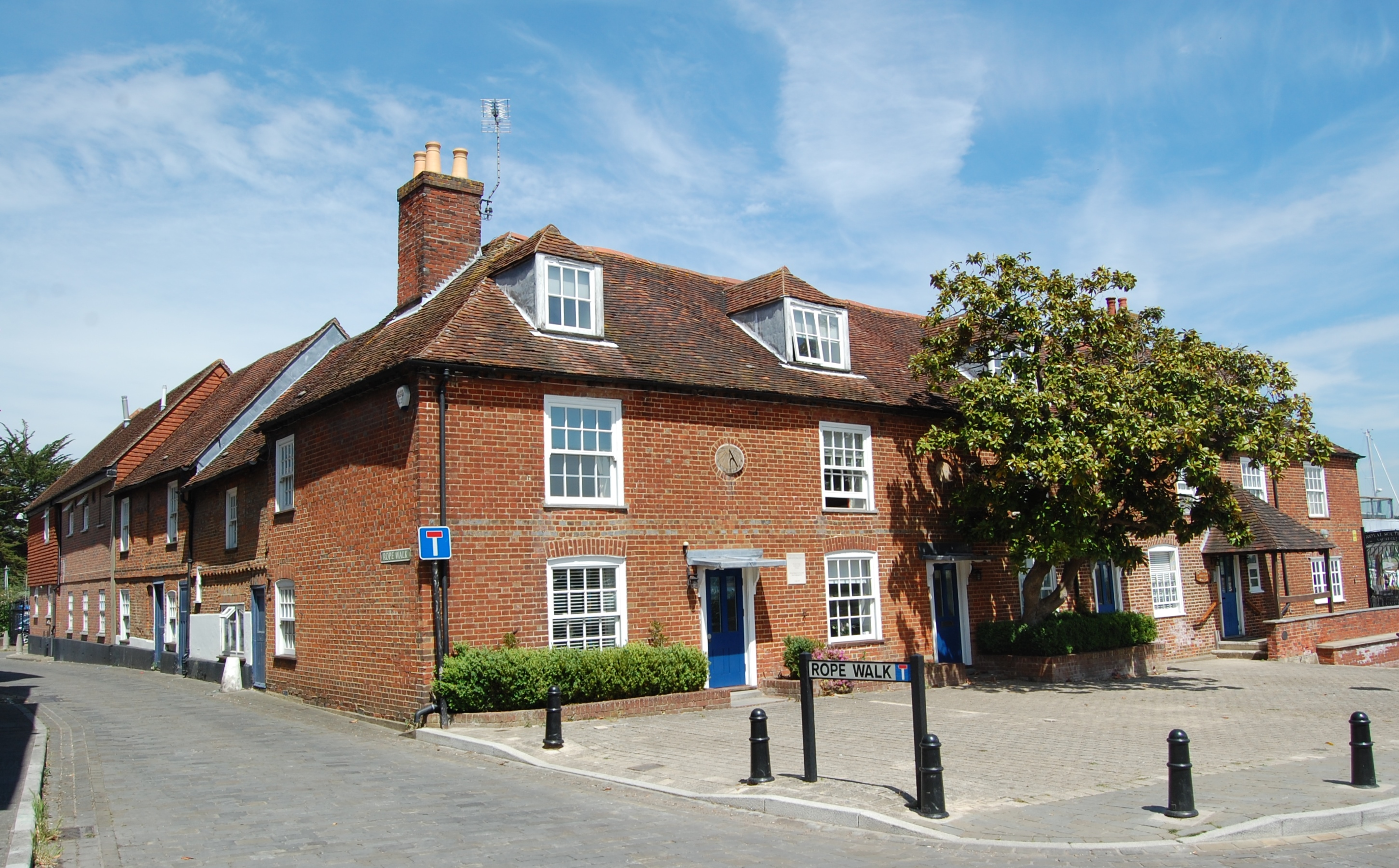
Clubhaus des Royal Southern Yacht Club (Sundial House), The Quay, Hamble, 2019

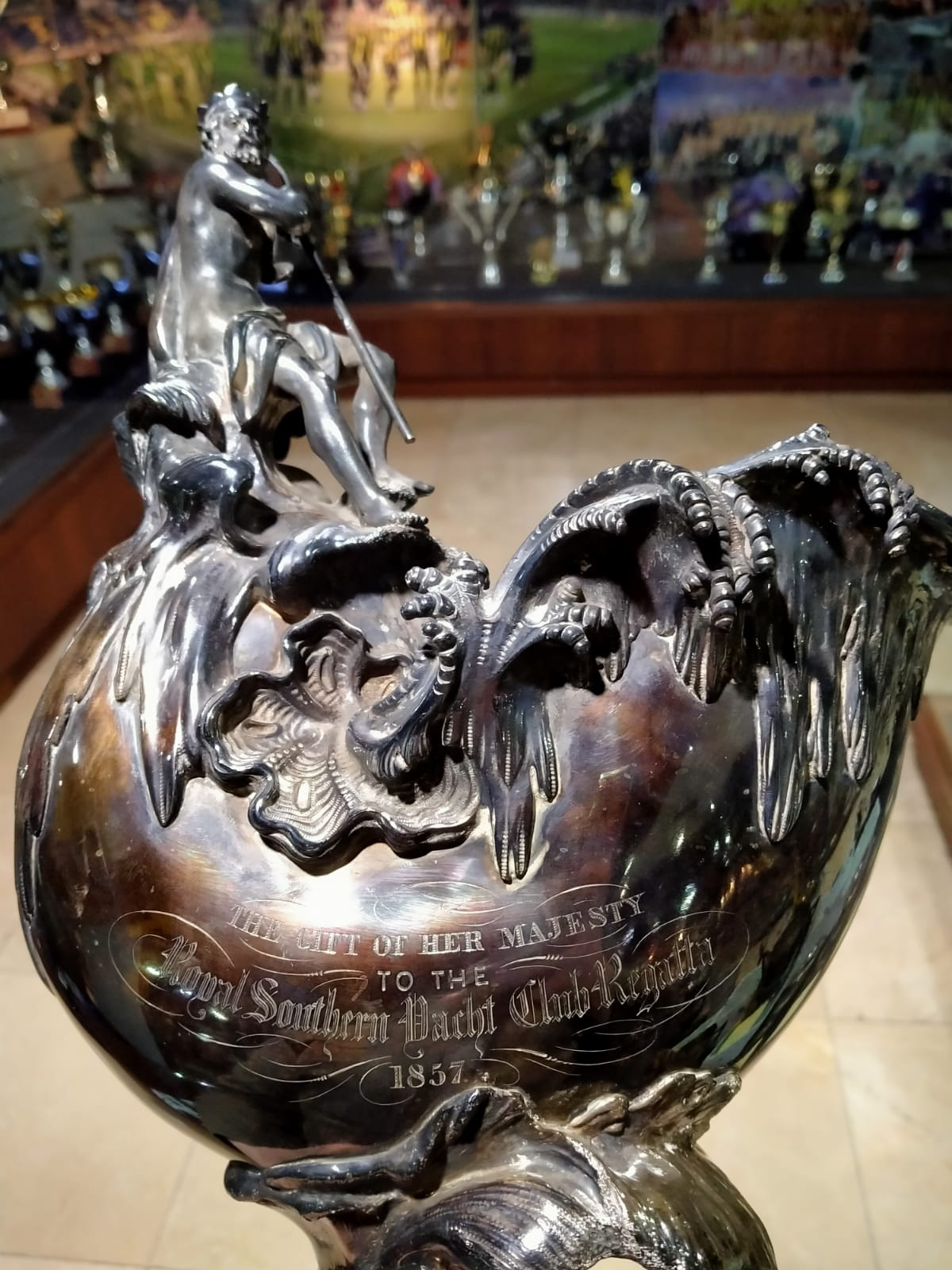
Regatta-Pokal des Royal Southern Yacht Club, 1857

Der Royal Southern Yacht Club (RSYC) ist ein Segel-Club in Hamble, Hampshire, England.

## Geschichte
Der „Royal Southern Yacht Club“ wurde 1837 in Southampton als „Royal Southampton Yacht Club“ gegründet und erhielt die königliche Schirmherrschaft von Königin  Victoria. Das ursprüngliche Clubhaus, das noch immer gegenüber dem Royal Pier von Southampton steht, wurde 1846 erbaut. 
Die einzige wirkliche Aktivität des Clubs in seinen Anfangsjahren bestand in der Organisation seiner jährlichen Regatta, wobei sich seine Ausgaben auf die Kosten dieser Regatta und die Miete eines Zimmers für seinen Sekretär beschränkten. Diese eher begrenzte Aktivität war damals bei vielen Vereinen üblich und ermöglichte es der vergleichsweise geringen Zahl großer Rennyachten, sich in stattlicher Reihenfolge von einer Regatta zur nächsten entlang der Küste zu bewegen.
Die prekäre Finanzlage während des größten Teils des 19. Jahrhunderts beschäftigten den Club sehr. Im Jahr 1844 wollte er die große Club-Regatta veranstalten, doch da ihm die Mittel fehlten, beschloss er, den Eintrittspreis und den Aufgabenbereich des Vereins zu erhöhen. Dies bedeutete die Änderung seines Namens in „Royal Southern Yacht Club“, wie er heute heißt. Noch im Jahr 1855 dauerte die Regatta nur zwei Tage und hatte etwa 15 Starter, aber nach modernen Maßstäben handelte es sich um große Schiffe, und es war nicht ungewöhnlich, dass ein Rennen für Yachten über 40 Tonnen stattfand.

### Clubhaus
Nachdem der Club seinen neuen Namen angenommen und seine Expansionspolitik begonnen hatte, wurde am 8. August 1846 das Royal Southern Clubhouse eröffnet wurde. Es war und ist immer noch ein bemerkenswertes Gebäude am Town Quay, genau gegenüber dem Eingang zum Royal Pier in Southampton. Es wurde als das schönste viktorianische Gebäude der Stadt beschrieben. Das Gebäude gehörte nicht dem Club, sondern Robert Wright, dem Vizekommodore des Clubs. Die Jahresmiete wurde auf 350 £ festgesetzt. Die Miete von 350 £ pro Jahr überstieg die finanziellen Mittel des Royal Southern Yacht Clubs, wurde aber dank der Großzügigkeit von Wright im Jahr 1849 auf 200 £ pro Jahr gesenkt, bis sich die finanzielle Lage des Clubs verbesserte. Die Jahrzehnte waren von immer neuen finanziellen Schwierigkeiten geprägt.

### Royale Schirmherrschaft und 1930er Jahre
Im Jahr 1909 veranstaltete der Royal Southern Yacht Club seine erste Regatta der Meter-Klasse. Man zählt 240 Mitglieder und 92 Yachten. Im Jahr 1910 übernahm König Georg V. als Nachfolger des verstorbenen Königs Eduard VII. dessen royale Schirmherrschaft über den Royal Southern Yacht Club. Seine Yacht  Britannia war natürlich ein prominenter Bestandteil der Solenter-Regattaszene.
Die 1930er Jahre waren geprägt von vielen finanziellen Schwierigkeiten. Im Club entschied man sich nach langen Diskussionen für die Aufnahme von Damen- und Junior-Segelmitgliedern. Ein weiteres Zeichen des Wandels der Zeit war der Vorschlag zur Einführung des 14-Fuß-Dinghy, basierend auf einem Entwurf von Charles Nicholson und Uffa Fox.

### Umzug nach Hamble
Im Jahr 1947, als Southampton Docks kommerziell expandierte und seine Gewässer für Yachtsportler weniger attraktiv wurden, zog der Royal Southern Yacht Club nach Südosten nach Hamble, wo er bis heute besteht.
Nachdem Prinz Philip dem Club 1948 beigetreten war, übernahm er 1952 im Club den Rang eines Admirals (Kommodore) an, eine Position, die er bis 2002 innehatte. Ab dann wurde er auf eigenen Vorschlag der fünfte royale Schirmherr des Clubs.

### Regatten
Der Vorläufer der „Hamble-Week-Regatta“ wurde 1961 ins Leben gerufen. Im Jahr 1962 startete der Royal Southern Yacht Club das Cowes-Deauville-Rennen und 1964 wurde neben dem Clubhaus einer der ersten Jachthäfen des Landes als Port Hamble eröffnet. Im selben Jahr wurde auch die Hauszeitschrift des Clubs, „The Southern“ herausgegeben. Mittlerweile war der Club zu einem Zentrum des modernen Segelsports geworden. Weitere Meilensteine waren die Gründung der „Solent Points Championship“ durch den Club im Jahr 1968 und die „Lionheart Challenge“ für den America’s Cup im Jahr 1980.

### Neue Club-Anlagen
An Land folgten zahlreiche Verbesserungen, darunter der Kauf des Grundstücks neben den Gebäuden, das dem Club eine Basis für die Expansion verschaffte. 1995 wurde ein neues Verwaltungsgebäude eröffnet, 1998 folgte ein großes und spektakuläres, maßgeschneidertes Clubhaus am Flussufer mit Blick auf den Solent und die Isle Of Wight, das traditionelle Herz des britischen Yachtsports. Der Entwurf kam von dem bekannten Architekten und Clubmitglied John Madin, um allen Mitgliedern, insbesondere Damen und jungen Leuten, bessere Einrichtungen zu bieten, ergänzt um bessere Parkmöglichkeiten für Boote und Autos.